# Osoppo
Osoppo (friuli nyelven Osôf) település Olaszországban, Friuli-Venezia Giulia régióban, Udine megyében. Lakosainak száma 2782 fő (2023. január 1.). Osoppo Forgaria nel Friuli, Gemona del Friuli, San Daniele del Friuli, Trasaghis, Buja és Majano községekkel határos.

## Népesség
A település népességének változása:
| Lakosok száma | 2894 | 2865 | 2782 |
|               | 2017 | 2018 | 2023 |